# Чорний Острів (зупинний пункт)
Чорний Острів — пасажирський залізничний зупинний пункт Львівської дирекції Львівської залізниці розташований на одноколійній, неелектрифікованій лінії Львів — Ходорів.
Розташований у с. Чорний Острів Жидачівського району між станціями Бориничі та Ходорів.
На зупинному пункті зупиняються приміські поїзди.